# فهرست ظروف شرابخوری
نام انواع ظروفی که در زبان فارسی برای نوشیدن شراب و برخی دیگر از نوشیدنی‌های الکلی به کار می‌رود:
- آیلاس: پیاله شراب
- بشکه:ظرف نسبتاً حجیم
- پارچ: کاسه‌ای بزرگ که دور می‌گردانند.
- پیاله: کاسه کوچک بی پایه
- پیک: لیوان شیشه‌ای عرق خوری
- پیمانه: لیوان باده خوری، رطل هم می‌گویند
- تغار: آوند نسبتا کوچک
- تَکوک: ظرف شرابی که پایه آن یک توتم حیوانی (مثلا بز) بوده‌است. به یونانی آن را ریتون می‌نامند.
- تُنگ: آوند شیشه‌ای گردن باریک، صراحی هم گفته‌اند.
- جام: لیوان شیشه‌ای باده خوری
- چَتوَر: (از واژه روسی че́тверть) بطری به اندازه یک چهارم شیشه‌های معمولی، چتول هم می‌گویند.
- چمانه: نیم-کدوی تراشیده و نگارینی که با آن می می‌خوردند.
- خُم: بزرگ‌ترین آوند باده سازی و باده خوری (در اصل خُنب بوده)
- خمره: همان خم
- زیغال: جام شکم بزرگ یک نفره، قدح هم گفته‌اند.
- ساتگین: آوند شیشه‌ای بزرگ و استوار باده خوری
- ساغر: کاسه پایه دار
- سبو: کوزه سفالی دسته دار
- سبوچه: سبوی کوچک
- سَکره: تنگ سفالین بزرگ (از گویش لارستانی)
- شرابه: بشکه شراب
- قرابه: آوند شیشه‌ای شکم بزرگ
- کوزه: آوند سفالین نسبتا بزرگ
- گیلاس (جام)
- مینا: شیشه باده خوری
- نوشین: آیلاس نسبتاً باریک و بلند